# Carlos Mattos
Carlos Mattos (Rio de Janeiro, 1926 – Rio de Janeiro, 2006) foi um professor de violão, violinista e guitarrista brasileiro. Tocou em várias orquestras regidas pelo maestro Isaac Karabtchevsky. Foi casado com a cantora Adelaide Chiozzo, com quem teve uma filha.